# Igreja de Deus do Sétimo Dia
A Igreja de Deus do Sétimo Dia é o nome adotado a um grupo de igrejas que são doutrinariamente próximas ao adventismo. 

## Histórico
A Igreja de Deus do Sétimo Dia representa uma linha de cristãos adventistas que seguem os mesmos ensinamentos de Ellen G. White , fundamentados na doutrina Milenarista. Como movimento teológico, surgiu antes da formação da Igreja Adventista do Sétimo Dia. Em 1858, cinco anos antes da fundação da Igreja Adventista, um grupo liderado por Gilbert Cranmer (1814-1903), separou-se dos adventistas que davam suporte às visões de White. Outro corpo adventista sabatista independente formado em Iowa, em 1860, juntou-se com a Igreja de Deus do Sétimo Dia em 1863.
A publicação chamada The Hope of Israel (atual The Bible Advocate) iniciada em 1863 foi o principal meio de publicação e disseminação da teologia oficial do movimento. Através desta publicação, as doutrinas da segunda vinda e do sábado foram aceitas no movimento. As publicações ajudaram o movimento a estender-se para os estados de Missouri, Nebraska e para o Canadá.
Em 1884 a Conferência Geral da Igreja de Deus foi organizada. Eles incorporaram em 1899 o "Sétimo Dia", e em 1923 foi acrescentado ao nome da denominação. Os escritórios da denominação foram estabelecidos inicialmente em Stanberry, Missouri.
A conferência unida chamada "Igreja de Deus do Sétimo Dia" permaneceu até 1933.

### Conferência de Salém
A Igreja de Deus do Sétimo Dia, sofreu sua primeira e maior cisão em 1933, com a criação de um corpo menor com sede em Salem, Virgínia Ocidental, conhecida como a Igreja de Deus - Conferência de Salem. A Conferência de Salem foi então formalmente organizada sob o modelo apostólico.
Dugger e C.O. Dodd (1935) escreveram um livro e tentaram traçar a história da Igreja (no sentido amplo da palavra: a instituição religiosa cristã) remontando aos Apóstolos através de vários grupos medievais que acreditavam na "guarda do sábado". Por discordância em relação a inclusão de alguns destes grupos, como o valdenses e paulicianos, houve a cisão da Igreja de Deus do Sétimo Dia.
Após a separação, houve uma grande radicalização em vários grupos. Muitos dos antigos membros afastaram-se de ambas as correntes, e as igrejas enfraqueceram-se. Criou-se neste período por influência do pastor Herbert W. Armstrong, antigo membro da Conferência de Stanberry - que havia sido expulso por disseminar "doutrinas estranhas", a igreja Comunhão de Graça Internacional, que até hoje permanece separada da Igreja de Deus do Sétimo Dia.

### 1949: Reunificação
A partir da década de 1940, ambos os grupos retomaram as conversações com vistas a resolver as diferenças que haviam persistido desde 1933.
Em 1942 foi realizada uma conferência, mas não se obteve acordo, principalmente por desentendimentos em relação à direitos autorais, que haviam sido desrespeitados por ambas as Conferências.
A Comissão de Reunificação foi criada em 7 de novembro de 1947, após as reuniões campais de ambas as Conferências. A Comissão realizou sete reuniões no movimento em direção a fusão, que culminou em 1948 com o "grande compromisso".
Em 1949 foram realizadas reuniões prévias, em ambas as conferências para estabelecer os termos da reunificação. No mesmo ano, em agosto, acontece a reunificação em uma reunião grande campal em Stanberry, cessando assim as diferenças entre as partes.

## Características
A Associação Mundial em seu Congresso Ministerial Internacional em 2012 contabilizou mais de 200.000 membros, com ministérios filiados em mais de 40 países. Os dados de 2008 da The Association of Religion Data Archives relatam que a denominação tinha em seus quadros 11.000 membros.
A Associação Mundial é um membro da Associação do Sábado Bíblico (organizada em 1943), uma organização que promove "comunhão e cooperação entre os guardadores do sábado de vários grupos."

## Doutrina e práticas
A Declaração de Fé da Igreja de Deus do Sétimo Dia afirma o seguinte:
- Deus é revelado nas Escrituras como Pai, e Jesus Cristo, Filho de Deus. Desde a eternidade o Filho existia com o Pai [ Nos planos de Deus "Logos"]  e compartilhou sua glória única em vida [João 17:5] (rejeição da doutrina da trindade).
- A salvação é pela graça de Deus, recebida pela fé em Jesus Cristo para além de boas obras, mérito humano, ou cerimônia.
- A obediência à lei moral, não como um meio para a salvação, é incentivada como uma parte importante da vida cristã. Comer de carnes imundas como carne de porco e frutos do mar não é recomendado, como é a observância do Natal e da Páscoa Cristã, devido às suas raízes pagãs.
- A humanidade é mortal, e a alma é inconsciente na morte.
- Os ímpios que rejeitam a Cristo até o final vão enfrentar o julgamento de aniquilação, não o tormento eterno no fogo do inferno.[7]

Duas portarias da igreja aconselharam o batismo por imersão e uma ceia do Senhor anual (com lavagem dos pés), observado anualmente no dia da morte de Jesus, 14 de Nisan.
O tronco original, surgido na década de 1880, continua a existir e é conhecido como Igreja de Deus (Sétimo Dia). Defende um sistema congregacional de organização e mantêm comunhão com muitas igrejas de Deus no mundo que defendem a mesma fé.